# هاري هولمان
هاري هولمان (بالإنجليزية: Harry Holman)‏ مواليد 15 مارس 1862 في كونواي، الولايات المتحدة - الوفاة 3 مايو 1947 في هوليوود، الولايات المتحدة، هو ممثل أمريكي بدأ مسيرته الفنية سنة 1923. ظهر في قرابة 130 فيلما.

## الأعمال
- حدث ذات ليلة
- جنتل جوليا
- مغامرات مارك توين
- إنها حياة رائعة

## روابط خارجية
- هاري هولمان على موقع IMDb (الإنجليزية)
- هاري هولمان على موقع ألو سيني (الفرنسية)
- هاري هولمان على موقع أول موفي (الإنجليزية)
- هاري هولمان على موقع قاعدة بيانات الأفلام السويدية (السويدية)
- هاري هولمان على موقع قاعدة بيانات الفيلم (الإنجليزية)
- هاري هولمان على موقع كينوبويسك (الروسية)